# Knud den Hellige
For hans brodersøn der også er helgen, se Knud Lavard.
Knud den Hellige, Knud 4., Knud Svendsen (cirka 1043 – 10. juli 1086) var en dansk konge, der blev valgt efter sin bror i 1080, hvorefter han blev gift med Adele af Flandern. Han blev dræbt i Sankt Albani Kirke i Odense efter et oprør. Historien om ham er skrevet af munken Ælnoth.

## Ungdom
Han var næstældste søn af Svend 2. Estridsen og en ukendt frille. Kong Svend var gift to gange, men fik ingen sønner med nogen af sine dronninger. Derimod fik han omkring tyve børn med andre kvinder, deraf tretten sønner. Han blev efterfulgt på tronen af fem af sine sønner i tur og orden - alle med hver sin mor - hvoraf Knud var nummer to efter sin halvbror Harald Hen (1076-80). Svend sørgede for, at Knud blev undervist af dygtige lærere både i kristendom og videnskaber.
Knud ledede i sin fars navn korstog mod de hedenske vendere og Baltikum. Efter Vilhelm Erobrerens (1066-87) invasion af England forsøgte Knud flere gange at svække Vilhelms greb om landet, så England og Danmark igen kunne forenes. I 1069 eller 1070 kom han engelske oprørere til undsætning med en vikingeflåde. Ifølge Den angelsaksiske krønike sejlede han tilbage til England i 1075 med 200 skibe, som en af lederne for at fremme sin fars krav på den engelske trone, efter at tre jarler havde bedt om støtte til deres oprør mod Vilhelm. Med i følget var kong Svends landeværnsmand Hakon Iversen, omtalt i Morkinskinna, som havde hærget Viken under ufreden med Norge. Felttoget til England blev dog kun til et angreb på York, før Knud måtte se sig besejret. På hjemvej fra England gjorde den danske angrebsflåde ophold i grevskabet Flandern, der også stillede sig fjendtligt til Vilhelm Erobreren, og hvor Knuds eneste søn, Karl af Flandern, senere blev greve.
Senere fik Knud mere held mod sembere og estere mod øst. Han blev hyldet af den islandske skjald Kalv Månesen for at have sejret over ti konger.
Efter Svend Estridsens død i 1076 havde Knud svært ved at se sig vraget til kongevalget på Isøre, hvor hans ældre og mere fredsommelige halvbror Harald Hen blev valgt enstemmigt.
Knud tog i eksil til Norge og vendte ikke tilbage, før efter Haralds død i 1080. I et brev fra pave Gregor 7. blev den norske konge, Knuds svoger Olav Kyrre, bebrejdet at have støttet Harald Hens brødre i et oprør. På trods af helgenlevnedernes forsikringer om en fredeligsindet Knud, synes det sandsynligt, at Knud har bistået i en del af oprøret.

## Konge af Danmark
Han var konge af Danmark 1080 – 1086 efter sin halvbror Harald 3. Hens død. Knud var den anden af Svend Estridsens fem sønner, som blev konge af Danmark. Selv skrev han sig på latin som ego Cnuto quartus - "jeg Knud 4."
Han blev 1082 gift med Edel (Adèle, Eltha, Alice) af Flandern (ca. 1065-1115), der var søster til grev Robert af Flandern, en anden af Vilhelm Erobrerens modstandere. Parret fik tre børn, de to døtre Cecilie Knudsdatter (Cæcilia) (1087-1131), som blev gift med Erik jarl fra Västergötland, og Ingrid Knudsdatter (Ingegerd) (1086-?), samt en søn, Karl af Flanderen, som aldrig blev regent, idet Knuds bror Oluf 1. Hunger blev konge. Karl var den gang et ualmindeligt navn i Danmark. Som enke giftede dronning Edel sig i 1092 med hertug Roger af Apulien.
Ifølge Knýtlingesaga forsvarede Knud sit land "med megen djærvhed, og forjog alle hedningerne." Angiveligt turde ingen mere plyndre de danske kyster, og han lod tyve, manddrabere og røvere dræbe. "Den, som lemlæstede nogen på hånd eller fod...måtte bøde derfor med den samme straf på sit legeme." Angiveligt lod han "den rige og den fattige undergå lige dom, men dette blev ham meget ilde optaget af sådanne, som ifølge kongens dom mistede ansete frænder, skønt de var domfældt på gyldig grund." 
Knud ønskede at genetablere Knud 1. den Stores imperium, men det faldt ikke i stormændenes smag. Han ønskede et enevældigt kongedømme og tiende til kongen. På sin færd gennem Danmark havde han haft held til at undertrykke flere landsting. Men det ville vendelboerne ikke høre tale om. Kongen blev afsat af landstinget og jaget til Aggersborg ved Limfjorden.
I 1085 samlede Knud hele den danske ledingsflåde – måske 1.000 skibe – i Limfjorden for at rette et angreb på England. Olav Kyrre i Norge sendte også skibe til støtte. Men flåden kom aldrig af sted, fordi Knud ved sydgrænsen var i konflikt med den tysk-romerske kejser, Henrik 4.
Da tiden gik, var hærens forsyninger ved at slippe op og høsten nærmede sig. Derfor afholdtes et hærting, der sendte kongens halvbror Oluf (Hunger) til Knud for at bede ham begynde togtet eller hjemsende hæren. Men Oluf blev behandlet som forræder og fængslet i Flandern.
Først hen på sommeren fik ledingsflåden lov til at tage hjem. Knud lod sine fogeder opkræve bøder af dem, der var taget hjem for at passe deres gårde. Knud tog til Vendsyssel og gæstede kongsgården Børglum. Nu gjorde vendelboerne oprør, og Knud måtte flygte fra kongsgården til biskop Henriks gård Biskopstorp i Bejstrup, mens hans mænd blev i Aggersborg. Biskop Henrik red oprørerne i møde for at mægle, men blev modtaget med raseri. Da han kom sprængende tilbage, flygtede kongen over Limfjorden og videre til Viborg. Vendelboerne hærgede nu Aggersborg og kongsgårdene i hele Jylland. Knud, der var endt i Slesvig, måtte ty til kongsgården i Odense. Lederen af oprøret, Piper, kom til kongsgården og beroligede kongen med list, men forsøgte at overrumple ham. Det lykkedes dog Knud med sin bror Benedikt og sine vederlagsmænd at slippe ind i Sankt Albani Kirke, hvor han troede sig sikker. Men Piper og hans folk prøvede at brænde kirken, der var af træ. Da det ikke lykkedes, dræbte de Benedikt og 17 hirdsmænd og derefter Knud, som knælede ved alteret. Det var den 10. juli 1086 i Sankt Albani Kirke. Han havde søgt asyl, men det blev ikke respekteret. Piper døde også af sine sår. Hirdmændenes navne var Asmund, Blakke, Sven, Agge, Thurgot, Bernhard, Gudmer, Æskil, Toke, Palne, Atte, Sune, Rosten, Milo, Radulf, en anden Thurgot og Vilgrip. Blandt kongens følge undslap kun hans halvbror Erik Ejegod.
Knýtlingesaga har en lidt anden beretning om mordet end Ælnoth. Den er ganske vist nedskrevet længe efter begivenheden, men den skal i modsætning til Ælnoths ikke danne grundlag for Knuds kanonisering og kan være korrekt. Ifølge Knytlingesaga blev Knud først ramt af en sten, som blev kastet ind gennem et vindue. Han blev ramt på øjenbrynet og blødte stærkt. Eyvind Bifra kom våbenløs ind i kirken for at forhandle fred med kongen. Benedikt vil ikke lade ham slippe forbi, før Knud gav ham ordre til det. Eyvind hilste kongen og lod kappen glide tilbage fra skulderen, han havde et blotlagt sværd under klæderne. Med det gennemborede han kongen. Knud døde på stedet. Benedikt huggede Eyvind i to stykker, da han forsøgte at flygte ud ad et vindue. Overkroppen faldt ud af vinduet, underkroppen ind i kirken.
De to banesår Knud fik ifølge Knytlingesagaen passer godt med undersøgelserne af et skelet fra kirken, og Benedikts gerning kunne forklare, hvorfor det ikke lykkedes for benediktinermunkene at få ham gjort til helgen, på trods af hans passende navn.
Straks efter Knuds død gik bl.a. hans bror Erik Ejegod i gang med at få ham helgenkåret. Misvækst blev tolket som Guds vrede over drabet. Knud blev begravet i domkirken, som han selv havde ladet bygge. Og der begyndte snart at ske undere ved hans grav. I 1101 blev han som den hidtil første danske konge kanoniseret, og hans jordiske rester anbragtes i et gyldent helgenskrin på alteret i Sankt Knuds Kirke i Odense.

## Undersøgelser af skelet
|  | Spekulativt afsnit Bemærk at dette afsnit er præget af spekulationer og bør omskrives så fakta er understøttet af verificerbare kilder. |

 Denne artikel bør gennemlæses af en person med fagkendskab for at sikre den faglige korrekthed.

Skeletterne af Knud den Hellige og Benedikt er udstillet i Odense Domkirkes krypt i gennemsigtige kister. Undersøgelser fra 1985 (se nedenfor) har vist, at hvert skelet er sat sammen af ben fra mere end et menneske. En undersøgelse fra 2008 når andre konklusioner.
De jordiske rester blev 3. marts 2008 undersøgt af forskere fra Retsmedicinsk Institut ved Syddansk Universitet i Odense . Undersøgelserne viste bl.a.;
- Den højre underarmsknogle er betragteligt større end den venstre, hvad der betyder, at det var højre hånd, han svingede sit sværd med. Knud har altså været højrehåndet.[6]
- Knud blev ikke myrdet af et lansestød i siden (som beskrevet af Ælnoth fra Canterbury 20 år efter mordet), idet undersøgelsen viste et tydeligt og voldsomt hug eller stød på korsbenet lige under lænden, som ikke er opstået ved et stød fra siden, men derimod forfra gennem det nederste af bughulen, hvis det overhovedet er opstået på morddagen.
- Knud havde ingen beskadigede ribben, hvilket ikke stemmer med, at han skulle være angrebet af mange mænd på én gang. En forklaring kan være, at han har haft brynje på, men der er heller ikke tegn på afværgemærker på underarmene (det stemmer med en af overleveringerne om mordet, hvori det fortælles, at Knud skulle have accepteret sin skæbne og stillet sig foran alteret og taget imod angrebene uden modstand).
- I øvrigt havde Knud et brud på kraniet, der kan have skyldtes et sværd mod kinden eller et slag med et stumpt redskab.

Ovenstående undersøgelse tager ikke stilling til en undersøgelse af antropologerne Izabella Tkocz og Kaj R. Jensen fra 1985. Den påviser forskel på alderen af kranium og rygsøjle på skelettet. Kraniet er fra en mand på 39-55 år, mens rygsøjlen er fra en mand på omkring de 30. Samme undersøgelse bemærkede også, at der var en knogle på skelettet, der ikke sad det rigtige sted...
Kirken har ved helgenkåringer ønsket at få relikvier i form af rester af den døde. Det er muligt, at den har fået så mange, at den ved udstillingen af Knuds skelet har måttet supplere det for at vise et helt skelet.
Undersøgelser i 2015 viste, at Knuds venstre lægben havde været brækket, men var fint helet. Han var let angrebet af tuberkulose.

## Anetavle
| \| \| \| \| \| \| \| \| \| \| \| \| \| \| \| \| \| \| \| \| 16. Bjørn \| \| \| \| \| \| \| \| \| \| \| \| \| \| \| \| \| \| \| \| \| \| \| \| \| \| \| \| \| \| \| \| \| \| \| \| \| \| \| \| \| \| \| \| \| \| \| \| \| \| \| \| \| \| 8. Torgils Spragelæg \| \| \| \| \| \| \| \| \| \| \| \| \| \| \| \| \| \| \| \| \| \| \| \| \| \| \| \| \| \| \| \| \| \| \| \| \| \| \| \| \| \| \| \| \| \| \| \| \| \| \| \| \| \| 4. Ulf Jarl \| \| \| \| \| \| \| \| \| \| \| \| \| \| \| \| \| \| \| \| \| \| \| \| \| \| \| \| \| \| \| \| \| \| \| \| \| \| \| \| \| \| \| \| \| \| \| \| \| \| \| \| \| \| 2. Svend Estridsen \| \| \| \| \| \| \| \| \| \| \| \| \| \| \| \| \| \| \| \| \| \| \| \| \| \| \| \| \| \| \| \| \| \| \| \| \| \| \| \| \| \| \| \| \| \| \| \| \| \| \| \| \| \| 20. Harald Blåtand \| \| \| \| \| \| \| \| \| \| \| \| \| \| \| \| \| \| \| \| \| \| \| \| \| \| \| \| \| \| \| \| \| \| \| \| \| \| \| \| \| \| \| \| \| \| \| \| \| \| \| \| \| \| 10. Svend Tveskæg \| \| \| \| \| \| \| \| \| \| \| \| \| \| \| \| \| \| \| \| \| \| \| \| \| \| \| \| \| \| \| \| \| \| \| \| \| \| \| \| \| \| \| \| \| \| \| \| \| \| \| \| \| \| 21. Gunhild ? \| \| \| \| \| \| \| \| \| \| \| \| \| \| \| \| \| \| \| \| \| \| \| \| \| \| \| \| \| \| \| \| \| \| \| \| \| \| \| \| \| \| \| \| \| \| \| \| \| \| \| \| \| \| 5. Estrid Svendsdatter \| \| \| \| \| \| \| \| \| \| \| \| \| \| \| \| \| \| \| \| \| \| \| \| \| \| \| \| \| \| \| \| \| \| \| \| \| \| \| \| \| \| \| \| \| \| \| \| \| \| \| \| \| \| 22. Skoglar Toste fra Götaland \| \| \| \| \| \| \| \| \| \| \| \| \| \| \| \| \| \| \| \| \| \| \| \| \| \| \| \| \| \| \| \| \| \| \| \| \| \| \| \| \| \| \| \| \| \| \| \| \| \| \| \| \| \| 11. Sigrid Storråde[fn 1] \| \| \| \| \| \| \| \| \| \| \| \| \| \| \| \| \| \| \| \| \| \| \| \| \| \| \| \| \| \| \| \| \| \| \| \| \| \| \| \| \| \| \| \| \| \| \| \| \| \| \| \| \| \| 1. Knud den Hellige \| \| \| \| \| \| \| \| \| \| \| \| \| \| \| \| \| \| \| \| \| \| \| \| \| \| \| \| \| \| \| \| \| \| \| \| \| \| \| \| \| \| \| \| \| \| \| \| \| \| \| \| \| \| 3. Ukendt frille \| \| \| \| \| \| \| \| \| \| \| \| \| \| \| \| \| \| \| \| \| \| \| \| \| \| \| \| \| \| \| \| \| \| \| \| \| \| \| \| \| \| \| \| \| \| \| \| \| \| \| \| |                                |  |  |  |  |  |  |  |  |  |  |  |  |  |  |  |
| |                                |  |  |  |  |  |  |  |  |  |  |  |  |  |  |  |
| | 16. Bjørn                      |  |  |  |  |  |  |  |  |  |  |  |  |  |  |  |
| |                                |  |  |  |  |  |  |  |  |  |  |  |  |  |  |  |
| |                                |  |  |  |  |  |  |  |  |  |  |  |  |  |  |  |
| | 8. Torgils Spragelæg           |  |  |  |  |  |  |  |  |  |  |  |  |  |  |  |
| |                                |  |  |  |  |  |  |  |  |  |  |  |  |  |  |  |
| |                                |  |  |  |  |  |  |  |  |  |  |  |  |  |  |  |
| | 4. Ulf Jarl                    |  |  |  |  |  |  |  |  |  |  |  |  |  |  |  |
| |                                |  |  |  |  |  |  |  |  |  |  |  |  |  |  |  |
| |                                |  |  |  |  |  |  |  |  |  |  |  |  |  |  |  |
| | 2. Svend Estridsen             |  |  |  |  |  |  |  |  |  |  |  |  |  |  |  |
| |                                |  |  |  |  |  |  |  |  |  |  |  |  |  |  |  |
| |                                |  |  |  |  |  |  |  |  |  |  |  |  |  |  |  |
| | 20. Harald Blåtand             |  |  |  |  |  |  |  |  |  |  |  |  |  |  |  |
| |                                |  |  |  |  |  |  |  |  |  |  |  |  |  |  |  |
| |                                |  |  |  |  |  |  |  |  |  |  |  |  |  |  |  |
| | 10. Svend Tveskæg              |  |  |  |  |  |  |  |  |  |  |  |  |  |  |  |
| |                                |  |  |  |  |  |  |  |  |  |  |  |  |  |  |  |
| |                                |  |  |  |  |  |  |  |  |  |  |  |  |  |  |  |
| | 21. Gunhild ?                  |  |  |  |  |  |  |  |  |  |  |  |  |  |  |  |
| |                                |  |  |  |  |  |  |  |  |  |  |  |  |  |  |  |
| |                                |  |  |  |  |  |  |  |  |  |  |  |  |  |  |  |
| | 5. Estrid Svendsdatter         |  |  |  |  |  |  |  |  |  |  |  |  |  |  |  |
| |                                |  |  |  |  |  |  |  |  |  |  |  |  |  |  |  |
| |                                |  |  |  |  |  |  |  |  |  |  |  |  |  |  |  |
| | 22. Skoglar Toste fra Götaland |  |  |  |  |  |  |  |  |  |  |  |  |  |  |  |
| |                                |  |  |  |  |  |  |  |  |  |  |  |  |  |  |  |
| |                                |  |  |  |  |  |  |  |  |  |  |  |  |  |  |  |
| | 11. Sigrid Storråde            |  |  |  |  |  |  |  |  |  |  |  |  |  |  |  |
| |                                |  |  |  |  |  |  |  |  |  |  |  |  |  |  |  |
| |                                |  |  |  |  |  |  |  |  |  |  |  |  |  |  |  |
| | 1. Knud den Hellige            |  |  |  |  |  |  |  |  |  |  |  |  |  |  |  |
| |                                |  |  |  |  |  |  |  |  |  |  |  |  |  |  |  |
| |                                |  |  |  |  |  |  |  |  |  |  |  |  |  |  |  |
| | 3. Ukendt frille               |  |  |  |  |  |  |  |  |  |  |  |  |  |  |  |
| |                                |  |  |  |  |  |  |  |  |  |  |  |  |  |  |  |
| |                                |  |  |  |  |  |  |  |  |  |  |  |  |  |  |  |

## San Canuto – Knud i helgenkalenderen
Foran Peterskirken ligger karmeliterkirken Santa Maria in Traspontina, som indeholder et kapel - det andet til højre for indgangen - viet til San Canuto, som Hellig-Knud kaldes på italiensk. Over alteret hænger et maleri, der forestiller drabet på kongen i Odense. Også i sakristiet findes der et portræt af kong Knud over indgangsdøren.
Danskeren Christian Payngk var født i 1612 som søn af Peter Diderichsen Payngk (kemiker ved Christian 4.s hof)  og tog doktorgrad ved La Sapienza, gik over til katolicismen og blev præst. Christian Payngk fik Romerkirken interesseret i Hellig-Knud og for at gøre ham til genstand for offentlig dyrkelse, fik Payngk sig overladt et kapel hos karmeliterne i Santa Maria in Traspontina. De havde viet et kapel til dyrkelse af Carlo Borromeo, som blev helgenkåret i 1610; men da Borromeo også havde fået kirken San Carlo alle Quattro Fontane viet til sig, kunne karmeliterkapellet afses til Hellig-Knud.
Indvielsen fandt sted 7. januar 1640, idet man forvekslede Hellig-Knud med Knud Lavard, som blev dræbt 7. januar, mens Hellig-Knuds dødsdag var 10. juli. Indvielsen af kapellet skete i nærvær af hele kardinalkollegiet og det pavelige kapel med fyrværkeri og illumination. Hellig-Knud fik også sin plads i helgenkalenderen, selv om den romerske kirke fejrer mere end 10.000 helgener, og året kun har 365 dage. Kronprins Frederik 6. besøgte kapellet i 1792, men tog det ilde op, at maleriet ikke var holdt i de oldenborgske farver. H.C. Andersen beskrev sit besøg i En Digters Bazar: "Alene stod jeg foran Helgenens Alter, min Barndoms Helgen! i hvis Kirke jeg havde grædt ved min Faders Kiste, i hvis Kirke jeg var blevet konfirmeret...selv i Pavens By har du kun to fattige Tællelys." I 1920 besøgte Christian 10. og dronning Alexandrine kapellet og skænkede kirken en skriftestol. Foruden stifteren Payngk er en anden dansk konvertit, Anton Georg Bredahl fra Frederiksstad, gravlagt i kapellet. Bredahl tjente fra 1759 som fændrik i den danske hær, indtil han i 1770 afskedigedes som kaptajn, hvorefter han rejste til Rom og gik over til den katolske tro. Pave Pius 6. gav ham ansættelse som fændrik i den korsikanske livvagt. Bredahl døde i 1778.
I forbindelse med undersøgelsen af Knud den Helliges knogler i 2015 anmodede Danmarks katolske biskop, Czeslaw Kozon, om at få nogle relikvier tildelt. Efter forespørgsel ved hoffet blev der givet tilsagn om en del af et ribben og to fodrodsknogler på 8 og 6 cm.

## Eftermæle
Knud synes at have været så forhadt i Danmark, at han først blev dyrket i en senere tid som følge af en bevidst politik ført af Erik Ejegod og munkene i Odense. Først omkring år 1300 overtog han hæderspladsen som Knudsgildernes beskytter efter Knud Lavard, og der kendes ingen bred folkelig dyrkelse af ham fra middelalderen. Men han var Danmarks første martyr og omtrent den tiende helgen, som fik sin kult godkendt uden for den lokale kirke, af paven selv. Denne handling var også et led i magtkampen mellem paven og den tyske kejser.
Der findes to helgenlegender om Knud. Den første, Passio Sancti Canuti ("Skt. Knuts lidelseshistorie"), blev skrevet ca. 1095 af en dansk benediktinermunk i Odense, mens den anden var en krønike skrevet i 1122 af den indvandrede engelske præst Ælnoth ved Sankt Albani Kirke i Odense, Historia ortus, vitae et passionis Sti. Canuti ("Beretning om Skt. Knuts fødsel, liv og død"). Det er de første litterære og historiske værker skrevet i Danmark og markerer begyndelsen på dansk litteratur. Begge biografier og mirakelfortællingerne forherliger ham ud fra det gængse skema i helgenbiografier: Knud udmærker sig fra barnsben ved lærdom og dyd i en sådan grad, at djævelen i sin misundelse forleder Knuds brødre og andre til misundelse, så han en tid må flygte til Sverige. I kapitlet om Knuds kongegerning fremhæves hans barmhjertighed mod fattige og hans fromhed. To love stod fast: opkrævning af tiende og at udlændinge skulle regnes som medborgere. Som en analogi til Jesu lidelseshistorie påstås det, at Knud døde udstrakt i korsform, gennemboret af et lansestød i siden.
Ved Assenbøllemark nord for den gamle hovedvej mellem Middelfart og Odense ligger en sten kaldet "Skt. Knuds sten" eller "Knud den helliges sten". Det siges, at Skt. Knud hvilede sig på den på vej til sin død i Sankt Albani Kirke. I Trap Danmark berettes det om stenen, der ligger i en lille indhegning ved vejen: "På Assenbølle mark ligger Skt. Knuds sten, på hvilken Knud den Hellige skal have hvilet på sin flugt for oprørerne; de, som drog til Skt. Knuds marked i Odense, plejede at kaste en lille sten på stedet, og i det hele taget valfartede man hertil i middelalderen. Stenen er af naturen formet som et sæde; på den fremstående ryg findes en skålformet fordybning." - Fordi stenen var blødere end kong Knuds fjenders hjerter, som H.C. Andersen skrev om stedet. Tidligere var stenen et yndet udflugtsmål. I dronning Christines hofregnskaber fra 1507 står: "Jeg gav seks et halvt mark for at få min frues folk til Skt. Knuds sten (Sancti Knutz steen)", og i 1618 kostede det tre mark at leje en vogn fra Odense til den hellige sten. Frederik 5. skulle engang rejse forbi, og herremanden på Erholm lod pladsen omkring stenen skuffe og bestrø med sand og blomster. I Just Mathias Thieles Danmarks folkesagn første bind hedder det: "På vejen mellem Gribsvad og Vissenbjerg Kirke i nærheden af Odense skal der findes en stor sten, som kong Knud satte sig på for at hvile sig, da han blev forfulgt af de oprørske jyder. På det sted, hvor han sad, blev der mærker i stenen af hans sæde, og rundt om den findes der mange mindre sten, som folk der var på vej til Odense marked, har kastet efter den for at skaffe sig god lykke." Siden 1887 har stenene og arealet omkring dem været fredet.

## Afbildninger
Det nordligste billede af Skt. Knud skal findes i Algutsrums kirke på Øland. I Fødselskirken i Betlehem lod en biskop i 1100-tallet søjlerne i hovedskibet bemale med store helgenbilleder, bl.a. Knud med krone på hovedet, i højre hånd en lanse og et korsmærket skjold på venstre arm: Scs. Canutus Rex Danorum.
I Odenses byvåben er han afbildet bærende rigsæblet og et banner med en lilje. Ved siden af Odense Domkirke står hans statue i bronze, hvor Sankt Albani Kirke lå. Statuen er en gave fra Fyens Disconto Kasse, da banken fyldte 100 år i 1946. På statuens sokkel står: KNUD SATTES DETTE MINDE - DEN KNUD DER HER BLEV DRÆBT - DANMARKS KONGE 1080 1086 - MYRDET MODTOG HAN MARTYRKRONEN - KNUD DEN HELLIGE.
- Skt. Knuds kapel, Algutsrum, Øland.
- Skt. Knuds kapel.
- Skt. Knuds kapel.

## Fodnoter
1. ↑  Der er rejst en del tvivl om identiteten af Svend Tveskægs ægtefæller, og om hvorvidt der er tale om 1. eller 2. ægtefælle og hvad navnet eller navnene i givet fald var, men her angives Sigrid Storråde som Estrids mor, da dette synes at komme i mindst konflikt med traditionen.

### Faglitteratur
- Dehn-Nielsen, Henning: Kongelige mord i Danmarkshistorien, Aschehoug, 2005. ISBN 87-11-22247-6.
- Nyberg, Tore (red.): Knuds-Bogen – Studier over Knud den Hellige, Odense Bys Museer, 1986. ISBN 87-87162-23-7.
- Rasmussen, Jørgen Nybo (red.): Sankt Knud Konge, Ansgarstiftelsen, 1986. ISBN 87-88297-02-0.
- Ægidius, Jens Peter (overs.): Knytlinge saga : Knud den Store, Knud den Hellige, deres mænd, deres slægt, Gad, 1977. ISBN 87-12-93316-3.

### Skønlitteratur
- Bomholt, Julius: Guds knægt, Fremad, 1966.
- Henrik Rehr: "Drømmen om langskibene", Carlsen Forlag, 1987. ISBN 87-562-3464-3
- Helleberg, Maria: Slægten 1, Knud den Hellige. 2004.
- Steensen, Bo: Knud den Hellige, Facet, 1997. ISBN 87-88915-85-9.